# Monolistra (Monolistra) caeca
Monolistra (Monolistra) caeca is een pissebed uit de familie Sphaeromatidae. De wetenschappelijke naam van de soort is voor het eerst geldig gepubliceerd in 1856 door Gerstaeker.